# 亚历山德拉·塔维涅
亚历山德拉·塔维涅（法語：Alexandra Tavernier，1993年12月13日—）生于阿讷西，是一名法国女子链球运动员。她的父亲、母亲和弟弟都从事链球运动，她在2004年开始在家乡练习田径运动。2015年8月，她在世界田径锦标赛上以74米02的成绩获得女子链球铜牌。